# 龙门石窟街道
龙门石窟街道，是中华人民共和国河南省洛陽市洛龙区下辖的一个乡镇级行政单位。

## 行政区划
龙门石窟街道下辖以下地区：
河东社区、镇南社区、龙门村、郜庄村、魏湾村、寺沟村、张沟村、郭寨村、东草店村和西草店村。